# Nephelodes expansa
Nephelodes expansa là một loài bướm đêm trong họ Noctuidae.